# Howard Ashman
Howard Elliott Ashman (født 17. maj 1950 i Baltimore, Maryland, død 14. marts 1991 i New York City, New York) var en amerikansk skuespillforfatter og sangskriver. Han havde samarbejdet med Alan Menken på flere film, specielt animationsfilmene for The Walt Disney Company (Disney). Ashman skrev sangteksterne mens Menken komponerede musikken. Han har blandt andet skrevet sagnene til følgende film:
- Oliver & Co. (1988)
- Den lille havfrue (1989)
- Skønheden og udyret (1991)
- Aladdin (1992)

Skønheden og udyret havde premiere nogen uger efter at Ashman døde, og filmen blev dedikeret til hans ære.
Han har skrevet teksten til musicalen Little Shop of Horrors.